# Prosser (Washington)
Prosser è una città degli Stati Uniti d'America, situata nello Stato di Washington, nella Contea di Benton, della quale è anche il capoluogo.